# Liste von Filmen zu Lew Tolstoi
Diese Liste enthält Filme, die zu Werk und Leben des Schriftstellers Lew Tolstoi hergestellt wurden. Sie ist nicht vollständig.
Angegeben sind möglichst die Originaltitel, in Klammern ausländische Verleihtitel und gegebenenfalls deutsche Titelübersetzungen.

## Geschichte
Noch zu Lebzeiten des berühmten Schriftstellers Lew Tolstoi (1828–1910) gab es Filme nach Werken von ihm sowie über seine Person, darunter mindestens einer mit Dokumentaraufnahmen.
Bis 1918 gab es bereits über 20 solche Filme.
Danach entstanden zahlreiche weitere Filme. Besonders erwähnenswert waren der vierteilige sowjetische Spielfilm Krieg und Frieden (1965–1967) sowie Der Passagier des Zuges Nr. 12 (1998), mit längeren Dokumentaraufnahmen. Inzwischen gibt es über 200 Filme zu Werk und Leben Tolstois.  

## Zum Werk

### Krieg und Frieden
- Война и мир,  Russland 1915, Regie Wladimir Gardin
- War and Peace, USA/Italien 1956, Regie King Vidor
- Война и мир, Sowjetunion 1965–1967, vierteiliger Film, Regie Sergei Bondartschuk
- War and Peace, Großbritannien 1972, BBC-TV-Serie, mit 20 Folgen
- War and Peace, 1991, TV-Film
- Krieg und Frieden, 2000, TV-Film
- War and Peace, Deutschland/Italien/Frankreich/Russland/Polen, 2007, TV-Filme, 397 Minuten
- Война и мир, 2013, TV-Film
- War & Peace, Sechsteilige Fernsehproduktion der BBC, 2016

### Anna Karenina
Stummfilme
- Anna Karenina, Russland/Frankreich 1911, Regie Maurice Maître[1]
- Anna Karenina, Frankreich, 1912, Regie Albert Capellani
- Anna Karenina, Russland 1914, Regie Wladimir Gardin
- Anna Karenina, USA 1915, Regie J. Gordon Edwards, mit Betty Nansen und Richard Thornton
- Anna Karenina, Italien 1917, Regie Ugo Falena
- Anna Karenina, Ungarn 1918, Regie Márton Garas
- Anna Karenina, Deutschland, 1919, Regie Friedrich Zelnik, mit Mia Fara und Johannes Riemann
- Anna Karenina, USA 1927, Regie Edmund Gulding, mit Greta Garbo und John Hilbert/Gilbert

Tonfilme
- Anna Karenina, Frankreich, 1934, mit Rita Waterhouse
- Anna Karenina, USA 1935, Regie Clarence Brown, mit Greta Garbo und Frederic March
- Anna Karenina, Großbritannien, 1948, Regie Julien Duvive
- Anna Karenina, Indien 1952
- Anna Karenina, Sowjetunion, 1953, Regie Tatjana Lukaschewitsch, Fernsehfilm
- Amor prohibida, Argentinien 1958, Regie Luis César Amadori und Ernesto Arancibia
- (Fluss der Liebe?), Ägypten 1960, Regie Ezzel Dine Zulficar
- Anna Karenina, Großbritannien 1961, Regie Rudolph Cartier, mit Claire Blum und John Connery, TV-Film
- Анна Каренина (Anna Karenina), Sowjetunion, 1967,  Regie Alexander Sarchi
- Anna Karenina, USA, 1985, Regie Simon Langhton, mit Jacqueline Bisset und Christopher Reave (?), TV-Film
- Flammen der Liebe, 1995, TV-Serie, 4 Folgen
- Anna Karenina, 1995 (?)
- Anna Karenina, USA 1997, Regie Bernard Rose, mit Sophie Marceau und John Beane
- Anna Karenina, 2000, TV-Serie, 4 Folgen
- Shuga, 2007
- Anna Karenina, Russland 2009, TV-Serie, 4 Folgen
- Anna Karenina, Großbritannien, 2012, Regie Joe Wright
- Anna Karenina, Deutschland/Italien/Spanien/Litauen, 2013, Regie Christian Duguay, TV-Film, 186 Minuten
- Анна Каренина (Anna Karenina), Russland, 2017, Regie Karen Schachnasarow
- Anna Karenina, 2018, Musical

### Auferstehung
- Resurrection, USA 1909, Regie D. W. Griffith, Kurzstummfilm
- Résurrection, Frankreich 1910, Henri Desfontaines
- Resurrection, 1910, Regie Joseph A. Golden, nicht mehr vorhanden
- Resurrezione, Italien 1917, Regie Mario Caserini
- Resurrection, USA, 1918, Regie Edward Jose
- Auferstehung, Deutschland 1923, Regie Friedrich Zelnik
- Auferstehung, USA 1927, Regie Edwin Carewe
- Resurrection, USA 1931, Regie Edwin Carewe
- Resurrection, USA 1931, Regie Eduardo Arozamena und David Selman, spanischsprachig
- Resurrecione, Mexico 1943
- Resurrezione, Italien 1944, Regie Flavio Calzavara
- Auferstehung, Deutschland/Italien/Frankreich 1958
- Воскресенье, Sowjetunion 1960
- Resurrection, Großbritannien 1968, Regie David Giles

- Die Auferstehung, Italien 2001, Regie Paolo Taviani, Vittorio Taviani¡ TV-Film
- Resurrezione, Italien (?), 2019

### Die Kreutzersonate
- Крейцерова соната, Russland, 1911, Regie Pjotr Tschardynin
- Крейцерова соната, Russland, 1914, Regie Wladimir Gardin
- Kreutzer Sonata (?), Italien 1920, Regie Umberto Fracchia
- Kreutzerová sonata (?), ČSR, 1927, Regie Gustav Machaty
- Kreutzersonate, Deutschland 1937, Regie Veit Harlan
- Les nuits blanche aux St.Péterbourg (?), Frankreich 1937, Regie Jean Dréville
- Kreutzersonate, 1956, Regie Éric Rohmer
- Kreutzersonate, Jugoslawien 1969, Regie Jovan Konjović
- La sonata a Kreutzer, 1985, TV-Film
- Kreutzer szonáta, Ungarn (?), 1987, TV-Film
- Крейцерова соната, Sowjetunion, 1987, Regie Michail Schwejzer
- The Kreutzer Sonata, USA 2008, Regie Bernard Rose

### Der Gefangene im Kaukasus
- Кавказский пленник, Russland 1911, P. Thiemann & F. Reinhardt, Regie Giovanni Vitrotti
- Кавказский пленник, Sowjetunion 1930, Regie Alexander Iwanowskij
- Кавказский пленник, Sowjetunion 1975, Regie Georgi Kalatosischwili
- Кавказский пленник (Gefangen im Kaukasus), Russland, 1996, Regie Sergei Bodrow

### Der lebende Leichnam
- Живой труп, Russland 1911
- Живой труп, 1916
- Der lebende Leichnam, Deutschland 1918, Regie Richard Oswald
- Der lebende Leichnam, Sowjetunion/Deutschland, 1929, Regie Fedor Ozep
- Живой труп, Sowjetunion, 1952
- Живой труп, Sowjetunion 1968
- Der lebende Leichnam, BRD 1981, Fernsehfilm
- Живой труп, Sowjetunion 1986

### Wieviel Erde braucht der Mensch?
- How Nuch Land Does A Man Need? USA 1953, Regie Eddi Davis
- Scarabea – Wieviel Erde braucht der Mensch?, BRD 1969, Regie Hans Jürgen Syberberg

- Ta ghoroob (Der arabische Geist), Iran 1988, Regie Jafar Vali
- How Much Land Does a Man Need? USA 2000, Regie Samir Butt (?), Kurzfilm
- ¿Cuánta tierra necesita un hombre? Dominikanische Republik 2002, Regie Carol Gonzales

### Der Tod des Iwan Iljitsch
- Ikiru (Leben), Japan, 1952, Regie Akira Kurosawa, nach Motiven der Erzählung
- The Death of Ivan Ilyich, Ungarn 1965, Regie Imre Mihayfy (?), mit Lajos Basti
- Der Tod des Iwan Iljitsch, BRD 1967, Regie Hans-Günther Heyme (?), mit Ulrich Matschoss
- Teorema, Italien 1968, Regie Pierre Paolo Pasolini, mit Zitaten aus der Erzählung
- The death of Ivan Ilyich, 1970, TV-Film, in Reihe Hora onze (wahrscheinlich spanischsprachig)
- La mort d'Ivan Ilitch, Frankreich 1974, Regie Nat Lilienstein, mit François Simon
- A Question of Faith, Großbritannien, 1979, Regie Colin Nears, nach Motiven der Erzählung
- Простая смерть (Prostaya smert / A Simple Death), Sowjetunion 1985, Regie Alexander Kajdanowski, Abschlussarbeit an der Filmhochschule, Preis beim Filmfestival Malaga
- Ivans xtc, Großbritannien 2000, Regie Bernard Rose, Handlung verlegt in die USA
- The Last Step, 2005, Regie Ali Mosaffa
- Living – Einmal wirklich leben, 2022, Regie Oliver Hermanus

### Hadschi Murat
- Khadzhi Murat, 1989, TV-Film
- Kahdzhi Murat, 1996

### Weitere Werke
- Отец Сергий/Otez Sergij (Pater Sergius), Russland, 1917, Regie Jakow Protasanow
- Der weiße Teufel, Sowjetunion, 1930, Regie Alexander Wolkow
- Jenseits des Lebens, USA, 1930, Regie Fred Niblo
- Vater Sergej, Sowjetunion, 1978, Regie: Igor Talankin
- L’Argent (Das Geld), Frankreich, 1983, Regie Robert Bresson, nach Der gefälschte Koupon

## Zur Person

### Dokumentarfilme
- Лев Толстой (Lev Tolstoi), Russland, 1908, 1910, die ersten beiden Dokumentarfilme über Tolstoi, durch Alexander Drankow[2]
- Le Comte Léon Tolstoï  (Zu Besuch beim Grafen Tolstoi), Pathé Frères, Russland/Frankreich, 1910
- Лев Толсиой (Lev Tolstoi), 1953, Samuil Bubrik, mit Dokumentaraufnahmen von Tolstoi und Theateraufführungen von dessen Stücken
- Der Passagier des Zuges Nr. 12. Erinnerungen an Lew Tolstoi, 1998, von Vladimir Makedonski

### Spielfilme
- Уход великого старца/Uchod welikogo starza (Departure of a Grand Old Man), P. Thiemann, Russland, 1912, Regie Jakow Protasanow und Elisabeth Thiemann, über die letzten Monate im Leben von Lew Tolstoi, konnte nur im Ausland gezeigt werden, nach Ablehnung durch dessen Angehörige
- Лев Толстой (Lev Tolstoj), Sowjetunion/ČSSR, 1984, Regie Sergej Gerassimow, ausführlicher Spielfilm über die letzten Jahre Tolstois
- Ein russischer Sommer (The Last Station), Deutschland/Russland/Großbritannien, 2009, Regie Michael Hoffman, über Tolstois letztes Lebensjahr